# Ludwigsturm (Donnersberg)

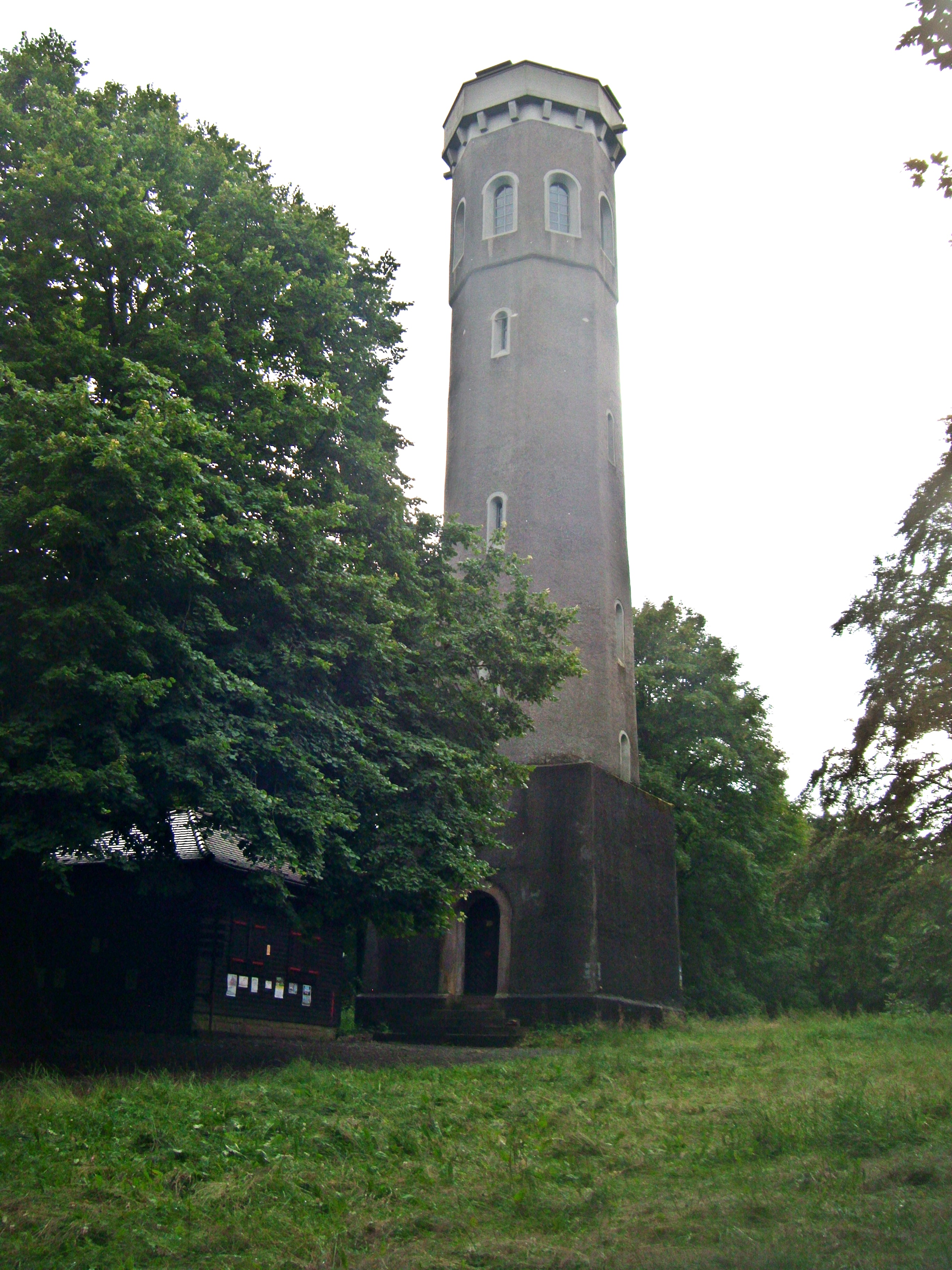
Ludwigsturm

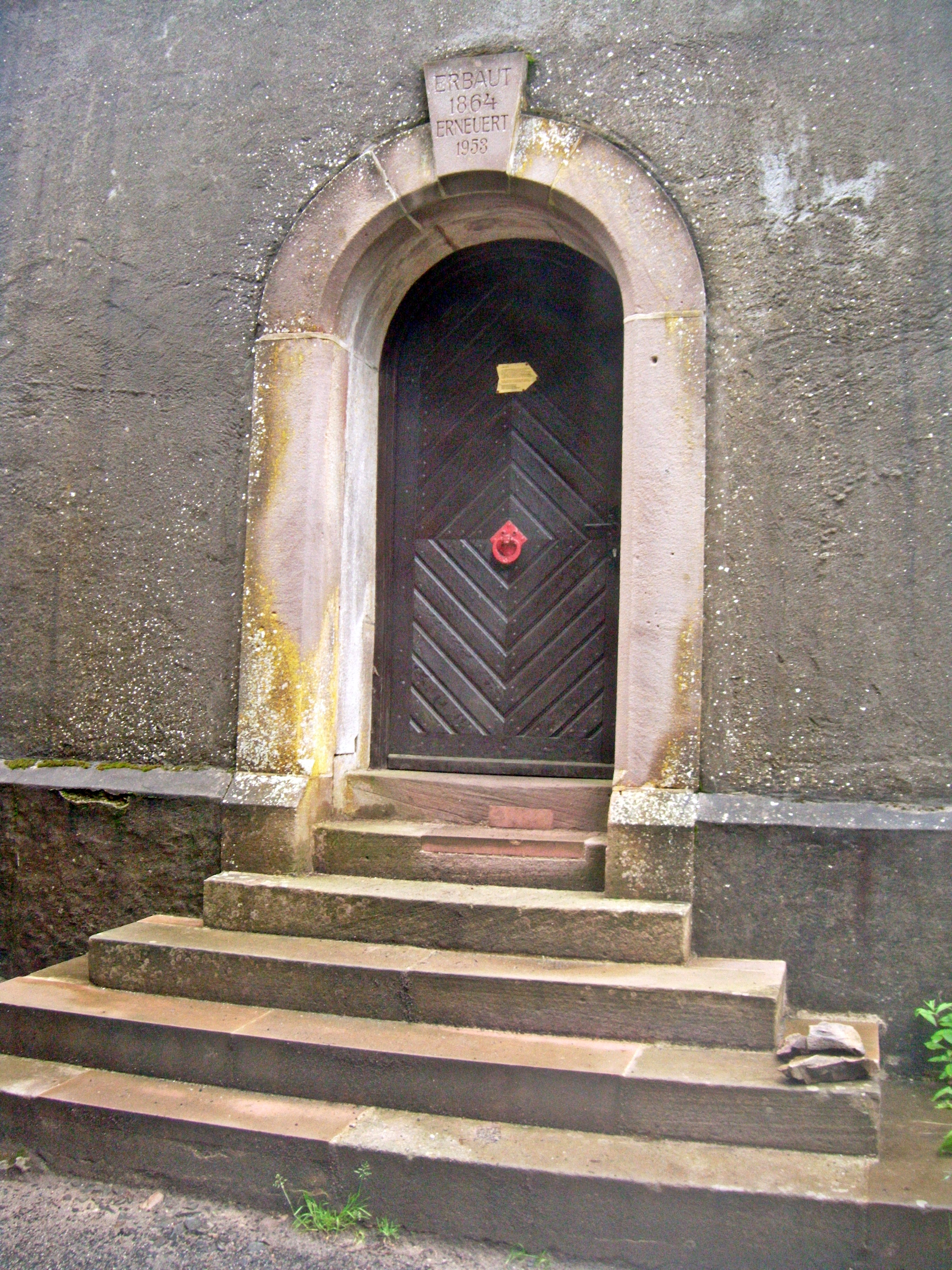
Ludwigsturm, Eingangstür

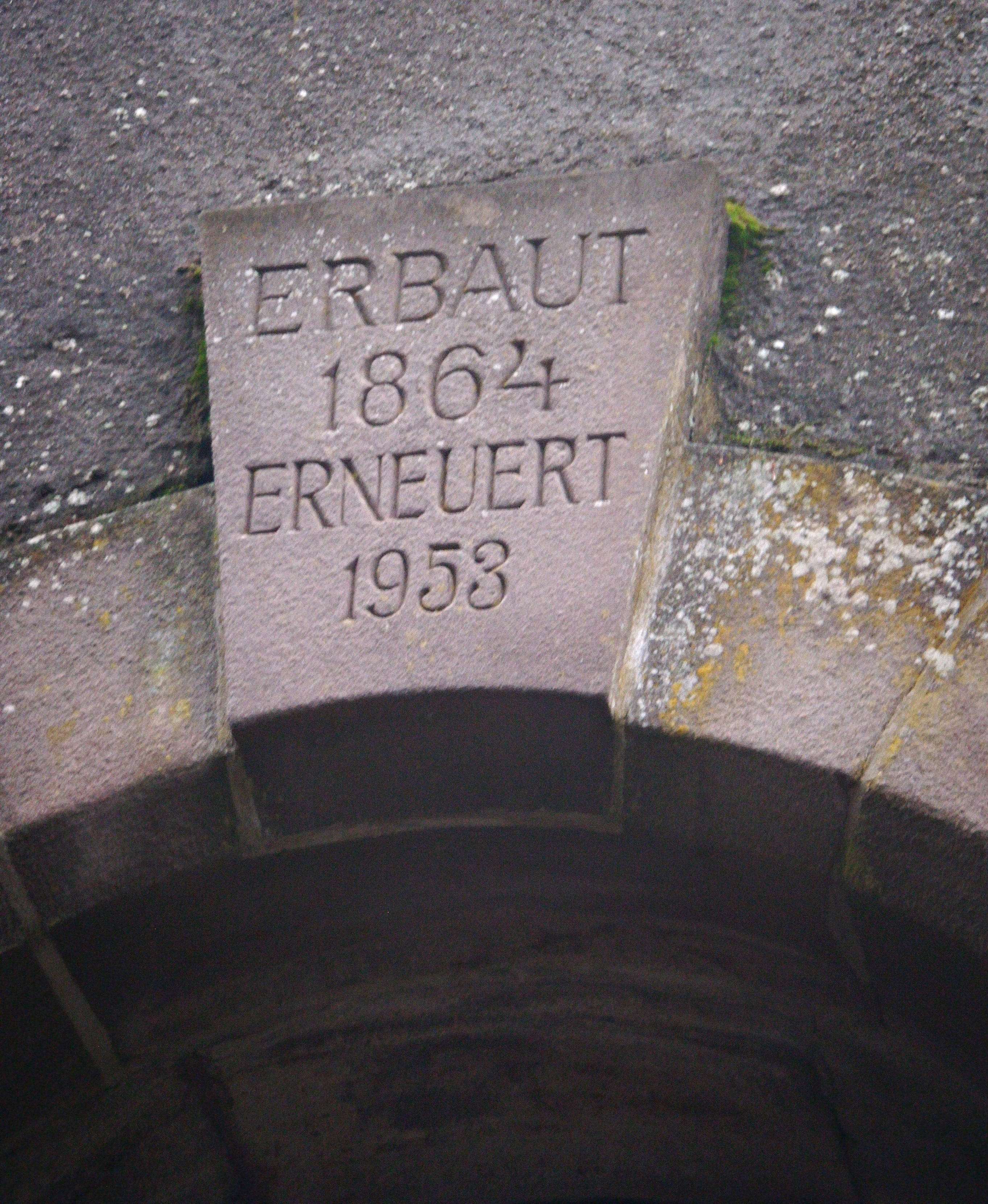
Ludwigsturm, Scheitelstein der Eingangstür

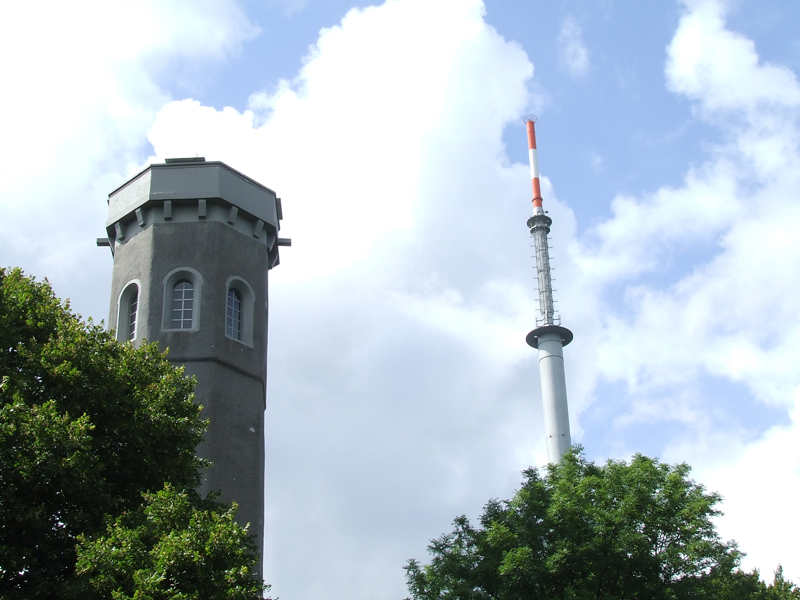
Ludwigsturm (links) mit Fernmeldeturm des Senders Donnersberg (rechts)

Der Ludwigsturm nahe Dannenfels im rheinland-pfälzischen Donnersbergkreis ist ein 27 m hoher und als Kulturdenkmal ausgewiesener Aussichtsturm auf dem Donnersberg.

## Geographische Lage
Der Ludwigsturm steht in der Gemarkung der Ortsgemeinde Dannenfels rund 1,2 km westsüdwestlich von dessen Dorfkirche und etwa 860 m (jeweils Luftlinie) östlich der Felsformation Königsstuhl, dessen höchste Stelle (686,5 m) den Gipfel des Donnersbergs bildet. Sein im Wald gelegener Standort liegt auf 674,5 m Höhe. Etwa 210 m westlich steht der Fernmeldeturm des Senders Donnersberg.

## Geschichte und Beschreibung
Bereits 1842 gab es Bestrebungen einen Aussichtsturm zu errichten, und es wurde schon der Grundstein gelegt, jedoch der Bau nicht vollendet. Die zweite Grundsteinlegung wurde 1864 durch das pfälzische Turmbaukomitee Ludwigsturm, im Beisein des Architekten Carl Bleßmann, vollzogen. Der Turm wurde als zinnenkranzbekrönter achteckiger Putzbau errichtet. Seine Fertigstellung erfolgte 1865. Der bayerische König Ludwig II (1845–1886) erteilte die „Allerhöchste Genehmigung“, dass das Bauwerk nach ihm benannt werden durfte. Über 5000 Menschen nahmen an der Einweihungsfeier teil.
1950 wurde der Ludwigsturm für baufällig erklärt. Daher wurde er 1952 von Grund auf durch den Turmbauverein Dannenfels restauriert, um ihn vor dem Abriss zu bewahren. Nach größeren Reparaturen 1987 wurde der Turm 2006 mit Landesmitteln erneut restauriert. Bis heute wird er vom Donnersbergverein, dem ehemaligen Turmbauverein Dannenfels, betreut.
Der Ludwigsturm ist in die Denkmalliste des Donnersbergkreises als Kulturdenkmal eingetragen.

## Aussichtsmöglichkeiten
Zur Aussichtsplattform des Ludwigsturms führen 142 Treppenstufen. Sie kann samstags ab 13 Uhr sowie an Sonn- und Feiertagen ab 10 Uhr aufgesucht werden. In der Regel ist der Turm an Wochenenden und Feiertagen geöffnet. An den übrigen Tagen kann der Schlüssel in der Touristeninformation Dannenfels gegen ein Pfand entliehen werden. Für die Turmerhaltung nimmt der Donnersbergverein einen Eintritt von 1 Euro pro Person ab einem Alter von 14 Jahren.
Bei klarem Wetter hat man von der Aussichtsplattform des Turms eine Rundumsicht über weite Teile Rheinhessens, des Nordpfälzer Berglandes und des Pfälzerwaldes. Der Blick reicht auch zum Hunsrück und zu den Nordausläufern des Schwarzwaldes. Man schaut zum Beispiel auch nach Osten nach Worms, in dem der rund 31 km (Luftlinie) entfernte Wormser Dom auszumachen ist, dahinter ist der Odenwald mit dem etwa 52,5 km entfernten Melibokus zu erkennen. Im Norden und Nordosten kann man bei sehr guten Sichtbedingungen den Taunus mit dem rund 78 km entfernten Großen Feldberg und die Skyline des in etwa gleicher Entfernung, aber etwas weiter östlich, liegenden Frankfurt am Main erkennen; in umgekehrter Richtung ist der Donnersberg bei entsprechenden Verhältnissen auch von Frankfurt aus von den Aussichtsplattformen des Goetheturms und des Main Towers aus zu sehen.
Besonders hervorstechend sind insbesondere (im Uhrzeigersinn, beginnend im Westen):
- Hunsrück
  - Erbeskopf (816 m; 61 km entfernt)
  - Idarwald (An den zwei Steinen: 766 m; 55 km)
  - Lützelsoon (Womrather Höhe: 599 m; 43 km)
  - Soonwald
    - Alteburg (620 m; 39 km)
    - Ellerspring (657 m; 39 km; Fernmeldeturm)
    - Hochsteinchen (648 m; 43 km)

  - Binger Wald
    - Kandrich (637 m; 43 km)
    - Salzkopf (628 m; 43 km)
- Montabaurer Höhe (Alarmstange: 545 m; 90 km)
- Hoher Taunus
  - Jägerhorn (538 m; 45 km)
  - Kalte Herberge (619 m; 48 km)
  - Hohe Wurzel (618 m; 56 km)
  - Hohe Kanzel (592 m; 64 km)
  - Großer Feldberg (878 m; 77 km)
  - Altkönig (798 m; 76 km)
- Vogelsberg (Taufstein: 773 m; 136 km)
- Spessart (> 100 km)
  - → Wasserkuppe in der Rhön (950 m; 174 km)
- Odenwald
  - Melibocus (517 m; 52 km)
  - Neunkircher Höhe (605 m; 61 km)
  - Hardberg (593 m; 64 km)
  - Katzenbuckel (626 m; 82 km; nur Gipfelbereich sichtbar)
  - Königstuhl (568 m; 63 km)
- Pfälzerwald, dahinter Schwarzwald und Vogesen
  - → Langenbrander Höhe mit Sender Langenbrand (724 m; 104 km)
  - Weinbiet (554 m; 31 km)
  - → Heuberg (709 m; 101 km)
  - → Schweizerkopf (905 m; 103 km)
  - Hohe Loog (619 m; 35 km)
  - Kalmit (673 m; 36 km)
  - Hochberg (636 m; 38 km)
  - Kesselberg (662 m; 39 km)
  - Roßberg (637 m; 41 km), unmittelbar rechts dahinter:
  - → Hornisgrinde (1164 m; 115 km)
  - Rehberg (577 m; 49 km)
  - Großer Adelberg (567 m; 45 km)
  - Frankenweide (bis um 610 m; gut 35 km; ohne auffällige Einzelgipfel)
  - Grand Wintersberg (581 m; 75 km)
  - → Champ du Feu (1099 m; 144 km)
  - → Schneeberg (961 m; 123 km)
  - → Donon (1008 m; 136 km)